# Walckenaeria ruwenzoriensis
Walckenaeria ruwenzoriensis là một loài nhện trong họ Linyphiidae.
Loài này thuộc chi Walckenaeria. Walckenaeria ruwenzoriensis được Herman Theodor Holm miêu tả năm 1962.